# USS Langley (CV-1)
El USS Langley (CV-1) fue el primer portaaviones reconvertido de la Armada estadounidense, fue el resultado de la conversión a partir de un buque carbonero llamado USS Jupiter de la clase Proteus.

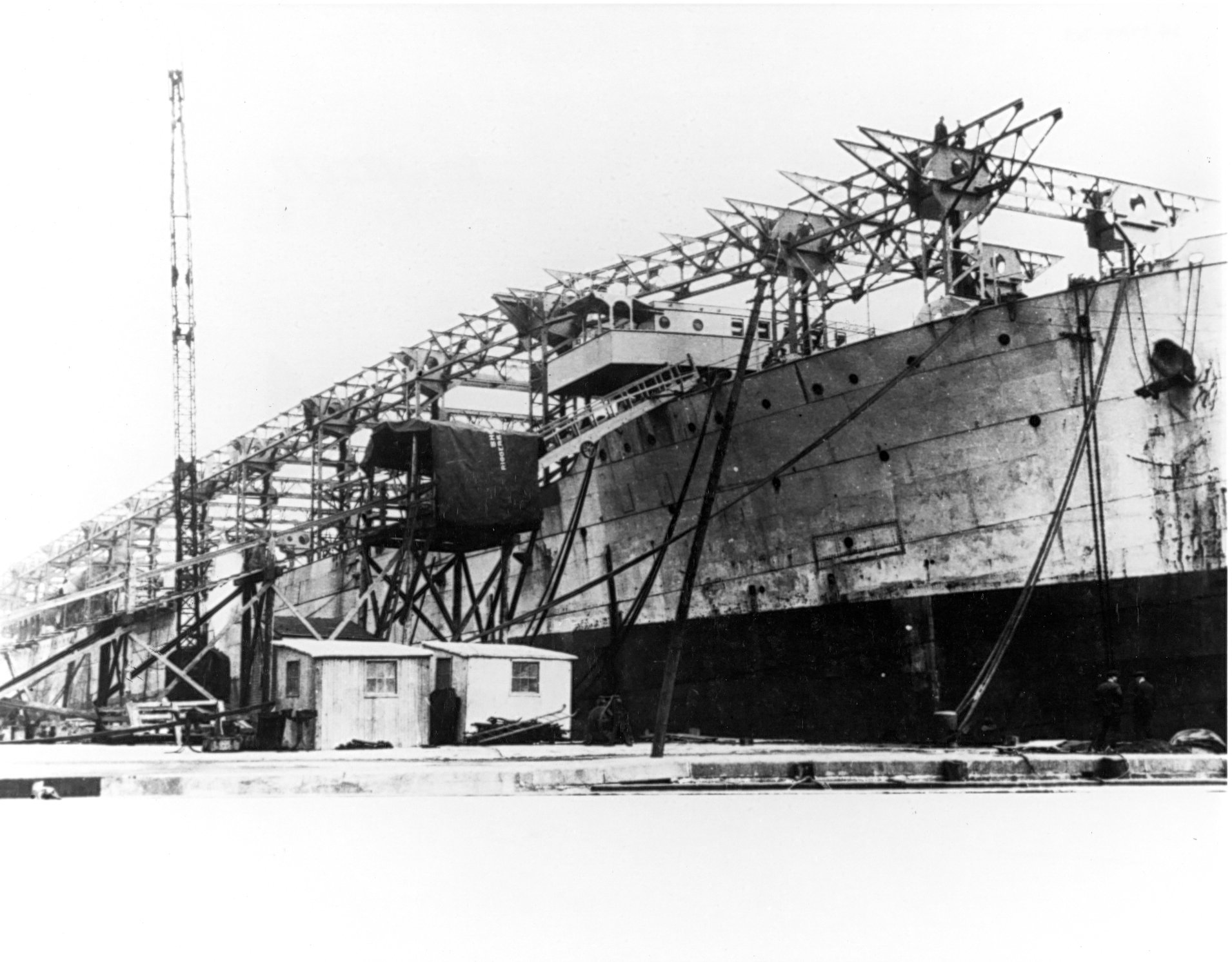
El Langley durante su conversión en Norfolk

## Historia

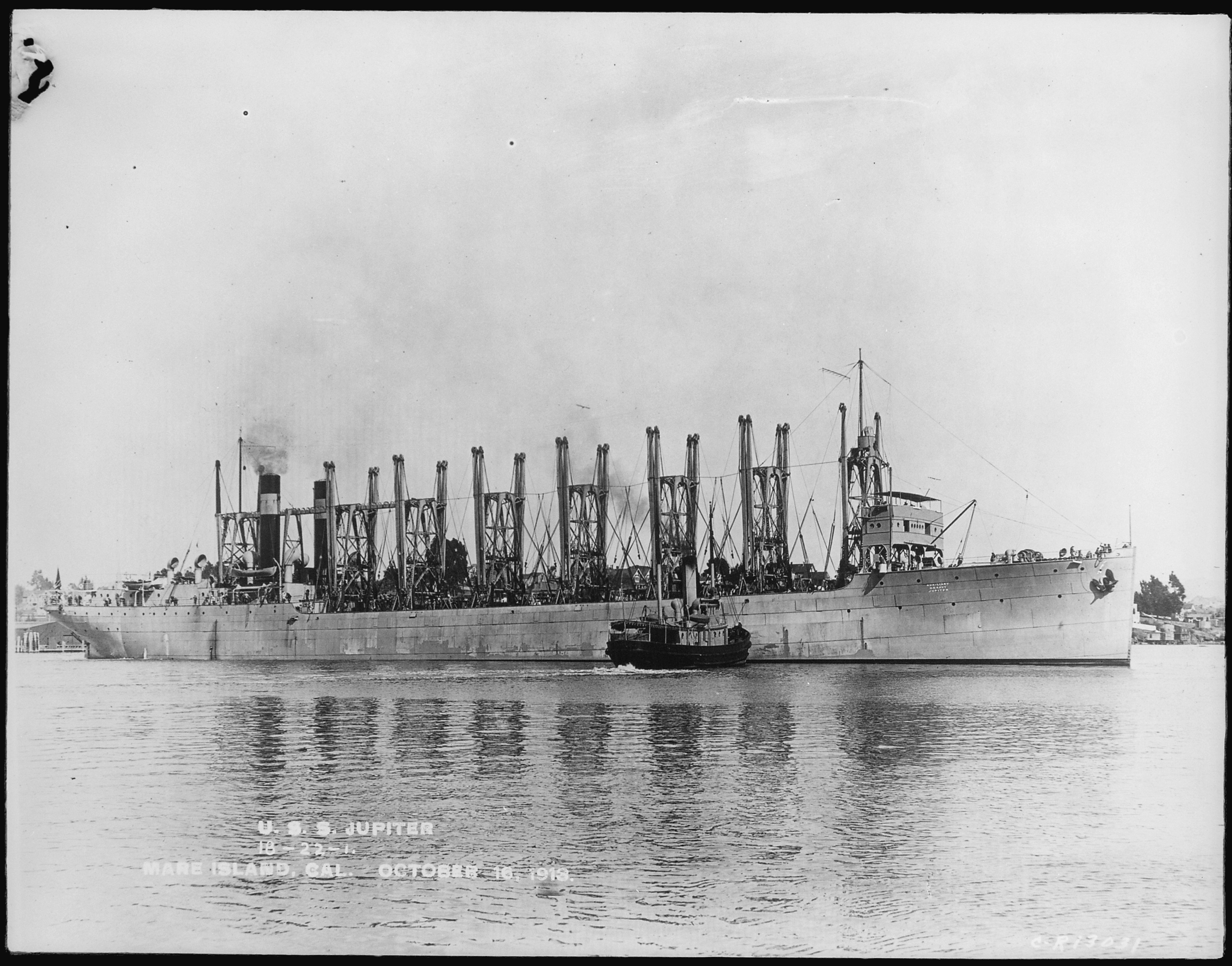
Carbonero USS Jupiter, antes de su conversión en portaaviones

Este buque se botó en 1911 en el Mare Island Naval Shipyard de Vallejo, California bajo el nombre de USS Jupiter (AC-3), siendo en principio un collier (buque carbonero) de la clase Proteus, gemelo de los infamados USS Cyclops (AC-4) y USS Nereus (AC-10), ambos supuestamente desaparecidos en el Triángulo de las Bermudas con 25 años de diferencia. El líder de la clase fue el USS Proteus (AC-9), que también desapareció en el mar sin dejar rastro en 1941.
El USS Júpiter tuvo varios hitos navales, entre ellos,  fue el primer barco con propulsión eléctrica de la US Navy, asimismo fue el primer buque en cruzar el Canal de Panamá de oeste a este, el 10 de octubre de 1914.
Participó en la llamada Revolución mexicana en 1914 como parte de una flotilla de ocupación y en la Primera Guerra Mundial como parte de la denominada Flota auxiliar del Atlántico, fungió como carbonero, transporte de tropas y labores de repatriación al final del conflicto.

### Reconversión

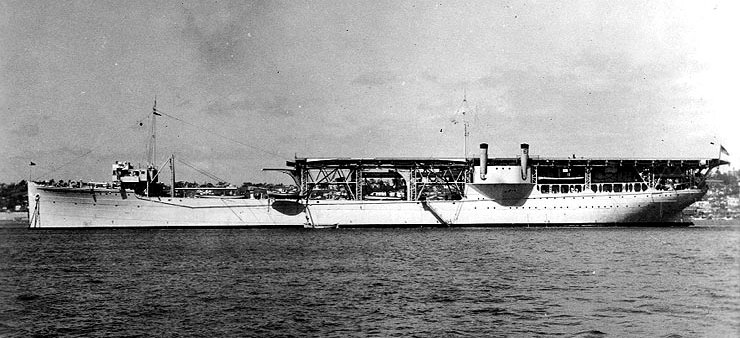
El USS Langley (AV-3) en su etapa final como porta-hidroaviones y transporte de aviones.

Por decisión del Congreso, fue dado de baja como carbonero en 1920 y a continuación en Hampton Roads se comenzó la tarea de transformarlo en un portaaviones experimental siendo asignado el 20 de marzo de 1922 con el identificador CV-1. 
Se rebautizó como USS Langley por Samuel Langley, un pionero de la aviación. El gobierno de los Estados Unidos debería haberlo bautizado con el nombre de Orville Wright pero al estar enfrentado con él, decidió emplear el nombre de un pionero menor de la aviación. 
El 17 de octubre de 1922 un Vought VE-7 despegó de su cubierta pilotado por el teniente Virgil C. Griffin, dando inicio a la tradición aeronaval de la US Navy. Nueve días después tuvo lugar el primer apontaje, realizado por el capitán de corbeta Godfrey de Courcelles Chevalier en un aparato Aeromarine 39. Finalmente, el 18 de noviembre, el comandante Kenneth Whiting fue el primer aviador catapultado desde una cubierta de portaaviones.
Como anécdota, la Armada estadounidense de la época tenía la costumbre de colocar en sus navíos palomas mensajeras y el USS Langley no fue la excepción, siendo colocado en su popa un palomar, esta función se eliminó más tarde y el compartimiento pasó a formar como cámara de oficiales.

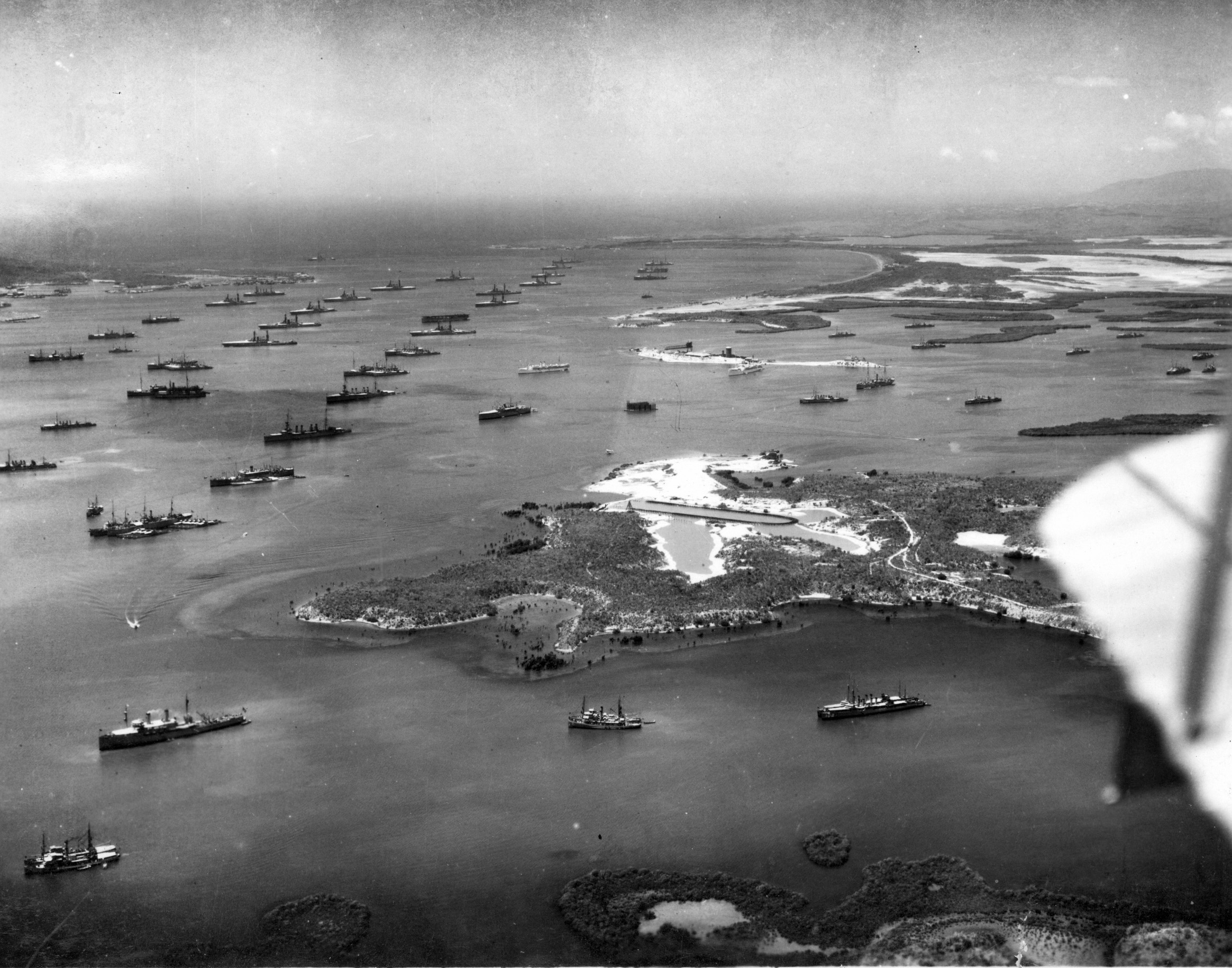
La flota estadounidense en la Base Naval de la Bahía de Guantánamo, 1927. En la parte superior de la foto, se puede distinguir al portaaviones USS Langley (CV-1) rodeado de unos 15 acorazados.

Tras un historial operativo experimental con base en Guantánamo formando pilotos aeronavales para los futuros portaviones clase Lexington, fue considerado obsoleto e inadecuado y enviado a Mare Island en 1936 y reconvertido en un buque de apoyo a hidroaviones retirándosele parte de la cubierta de vuelo corrida, finalizando su vida de portaaviones de línea, pasando sus pilotos a los nuevos USS Lexington y USS Saratoga, recibiendo el identificador (AV-3).

### Segunda Guerra Mundial
Llegó a su nueva base de Manila, Filipinas, a fines de 1939, en la apertura del Frente del Pacífico escapó de Cavite en diciembre de 1941 a Australia, realizó actividades antisubmarinas de la RAAF cerca de Darwin, pasando finalmente a ser asignado a la escuadra conjunta estadounidense, holandesa, australiana e inglesa (ABDACOM). 
En febrero de 1942 transportaba desde Fremantle hasta Java 32 aviones Curtiss P-40 escoltado por los destructores USS Whipple y USS Edsall cuando el 27 de febrero de 1942 fue sorprendido a 121 km al sur de Tjilatjap por un avión japonés de reconocimiento y atacado por 16 Mitsubishi G4M "Betty" siendo alcanzado por cinco bombas a pesar de las tácticas evasivas. Murieron 16 marinos, siendo finalmente hundido con torpedos por sus destructores de escolta para evitar que cayese en manos japonesas a 120 km al sur de Java. 
Sus tripulantes no fueron afortunados, ya que embarcados primero en los destructores de escolta y posteriormente transferidos al petrolero USS Pecos, se convirtieron de nuevo en náufragos con gran pérdida de vidas cuando este buque también resultó hundido apenas dos días después en ruta a Australia.